# Robert Sternberg
Robert J. Sternberg (* 8. Dezember 1949 in New Jersey) ist ein US-amerikanischer Psychologe. 

## Wirken
Sternberg war Professor für Psychologie an der Tufts University bei Boston und Direktor des dortigen Center for the Psychology of Abilities, Competencies, and Expertise. Zuvor war er Professor of Psychology and Education an der Yale University. Seit 2007 hat er eine Honorarprofessur am Psychologischen Institut der Universität Heidelberg inne. Im Jahr 2010 nahm er den Ruf als Provost (englisch Provost and Senior Vice President, entspricht einem Vizekanzler) an die Oklahoma State University an. Im Juli 2013 wurde Sternberg als Nachfolger von Thomas Buchanan Präsident der University of Wyoming, was er aber nur bis zu seinem Rücktritt im November desselben Jahres blieb.
Sternberg war 2003 Präsident der American Psychological Association. Seine wichtigsten Arbeiten umfassen den Entwurf einer „triarchischen“ Theorie der Intelligenz. Einer breiteren Öffentlichkeit bekannt wurde Sternberg durch Debatten mit Richard Herrnstein und Charles Murray, den Verfassern des Buches The Bell Curve.
Ebenfalls von Sternberg stammen die Dreieckstheorie der Liebe (1986), welche Liebe als Ausprägung der drei Komponenten Intimität, Leidenschaft und Bindung ansieht, und Arbeiten zur psychologischen Weisheitsforschung.
1995 wurde Sternberg in die American Academy of Arts and Sciences gewählt. 2018 erhielt er einen Grawemeyer Award.